# Бързолетов папагал
Бързолетовият папагал (Lathamus discolor) е вид птица от семейство Psittaculidae, единствен представител на род Lathamus. Видът е застрашен от изчезване.

## Разпространение и местообитание
Разпространен е в Австралия.